# كوون سو هيون
كوون سوهيون (هانغل: 권소현) (من مواليد 30 أغسطس 1994 في سيئول، كوريا الجنوبية) هي مغنية كورية جنوبية، ومغني الراب. وهي عضوة في فرقة، فور مينيت، التي شكلتها كيوب إنترتينمنت في عام 2009 وكانت أيضا عضو سابق في فرقة فتاة كورية "Orange".

## في وقت مبكر من حياته
ولدت سوهيون في سيئول، كوريا الجنوبية يوم 30 أغسطس 1994. حضرت مدرسة كومهو الاعدادية للبنات 'و مدرسة "Pungmoon" الثانوية، تخرجة من هذا الأخير في فبراير شباط عام 2013. كانت في المرتبة الرابعة في فئته.
لأول مرة سوهيون بوصفها عضوا في الفرقة "Orange" في عام 2005 عندما كان عمرها 12 سنة. أصدرت الفرقة ألبومها الأول بعنوان «نحن We Are Orange» مع عنوان المسار نجمنا. تم حل الفرقة في أواخر عام 2005 بسبب المقاهي الإلكتروني والقراصنة.
في المدرسة المتوسطة، بدأت سوهيون التسجيل للأكاديميات الاختبار. هناك، التقت ممثل وكالة كيوب إنترتينمنت وأصبحة متدربه في أقل من شهرين. تم جمع سوهيون جنبا إلى جنب مع غيرها من عضوات فور مينيت المتدربين، وملئة الفرغ الشاغر بعد رحيل سويو عضوة سيستار.

## روابط خارجية
- كوون سو هيون على موقع IMDb (الإنجليزية)
- كوون سو هيون على موقع ميوزك برينز (الإنجليزية)
- كوون سو هيون على موقع ديسكوغز (الإنجليزية)
- كوون سو هيون على موقع قاعدة بيانات الفيلم (الإنجليزية)